# Micaria jinlin
Micaria jinlin är en spindelart som beskrevs av Song, Zhu och Zhang 2004. Micaria jinlin ingår i släktet Micaria och familjen plattbuksspindlar. Inga underarter finns listade i Catalogue of Life.